# Frugalware Linux
Frugalware Linux è una distribuzione Linux progettata per gli utenti intermedi che hanno familiarità con le operazioni da riga di comando. Le prime versioni erano basate su Slackware, ma è ormai una distribuzione sviluppata in modo indipendente. Frugalware utilizza il sistema di gestione dei pacchetti Pacman da Arch Linux. 

Frugalware è stata fondata nel 2004 da Miklós Vajna. Egli considerava Package Manager pkgtools di Slackware troppo lento, e l'ha voluto riscrivere in linguaggio C. È stato detto che non sarebbe mai stato accettato da Slackware, così Vajna ha pensato di iniziare a fondare una distribuzione Linux separata. Ha sostituito il sistema init e costruito script originali di Slackware, e ha aggiunto Pacman, il gestore di pacchetti da Arch Linux. Come risultato, Frugalware è nato.
Dalla versione 0.6, Frugalware ha utilizzato il gestore dei pacchetti Pacman-G2. Si tratta di una fork di una versione CVS di riscrittura completa di Pacman da Aurelien Foret, che non è stata ufficialmente pubblicata al momento. In precedenza Frugalware ha utilizzato una versione modificata del vecchio, Pacman monolitico da Judd Vinet.
L'estensione dei pacchetti 'di Frugalware è .fpm. I pacchetti sono archivi che vengono compressi con xz.
Repoman è uno strumento per compilare i pacchetti di origine e di creare e installare automaticamente i pacchetti con codice chiuso con repoman, l'utente può anche scaricare tutti i pacchetti buildscript e ricompilarli con le opzioni di compilazione specifici. Le opzioni di generazione possono essere cambiati modificando un file di configurazione. La prima release Frugalware che aveva Repoman era Frugalware 0.3pre1.